# Robert Gist
Robert Gist (* 16. Juni 1924 in Chicago, Illinois; † 21. Mai 1998 in Magalia, Kalifornien) war ein US-amerikanischer Filmregisseur und Schauspieler.

## Biografie
Robert wuchs unter ärmlichen Umständen zur Zeit der großen Depression in Chicago auf. Bereits als Kind wollte er Schauspieler werden und arbeitete zunächst für die Radiostation in Chicago. Schließlich erfolgte der Durchbruch; er erhielt kleine Rollen in der Umgebung von Chicago und später am Broadway.
Sein Schauspieldebüt vor der Kamera war 1947 eine kleine Rolle in Das Wunder von Manhattan unter der Regie von George Seaton. 1959 stand er für Unternehmen Petticoat vor der Kamera. Hier erzählte er Regisseur Blake Edwards von seinem Interesse, Regisseur zu werden. Edwards bildete ihn aus.
Am 14. Februar 1954 – im Alter von 30 Jahren – heiratete er die Schauspielerin Agnes Moorehead. Der Altersunterschied betrug 24 Jahre, die Robert Gist jünger war. Doch die Ehe hielt nur 4 Jahre – am 12. März 1958 erfolgte bereits die Scheidung.

## Filmografie  (Auswahl)
Darsteller
- 1947: Das Wunder von Manhattan (Miracle on 34th Street)
- 1949: Jigsaw
- 1949: The Stratton Story
- 1949: Sumpf des Verbrechens (Scene of the Crime)
- 1949: Der Schlagerkönig (Oh, You Beautiful Doll)
- 1950: Der geheimnisvolle Ehemann (The Jackpot)
- 1950: I Was a Shoplifter
- 1951: Der Fremde im Zug (Strangers on a Train)
- 1952: Engelsgesicht (Angel Face)
- 1952: Korea (One Minute to Zero)
- 1953: Vorhang auf! (The Band Wagon)
- 1956: Zwischen Himmel und Hölle (D-Day the Sixth of June)
- 1958: Der Seewolf (Wolf Larsen)
- 1958: Die Nackten und die Toten (The Naked and the Dead)
- 1959: Unternehmen Petticoat (Operation Petticoat)
- 1959: Geheimagent des FBI (The FBI Story)
- 1959: Al Capone
- 1960: Planskizze Boston Bank (Blueprint for Robbery)
- 1962: Der Herrscher von Cornwall (Jack the Giant Killer)

Regie
- 1966: Mord aus zweiter Hand (An American Dream)

sowie bei den Fernsehserien:
- The Twilight Zone
- Kobra, übernehmen Sie
- Raumschiff Enterprise